# Klatovy (nádraží)
Klatovy (německy Klattau) je železniční stanice v severozápadní části okresního města Klatovy v Plzeňském kraji nedaleko řeky Úhlavy. Leží na jednokolejných tratích Plzeň – Železná Ruda-Alžbětín a Horažďovice předměstí – Domažlice. Stanice je elektrizovaná (25 kV, 50 Hz AC), vedení ze stanice dále nepokračuje. V jižní části města se dále nachází železniční zastávka Klatovy město.

## Historie
Stanice byla vybudována jakožto součást Plzeňsko-březenské dráhy (EPPK/PBD) spojující Duchcov, Plzeň a Nýrsko, podle typizovaného stavebního návrhu drážních budov společnosti. 20. září 1876 byl s místním nádražím uveden do provozu celý nový úsek trasy z provizorního nádraží (později Plzeň zastávka) do Nýrska, kudy bylo možno od roku 1877 pokračovat po železnici přes hraniční přechod Železná Ruda-Alžbětín do Bavorska. Trať byla také toho roku zaústěna do kolejiště plzeňského nádraží. EPPK byla již roku 1884 zestátněna a trať převzaly Císařsko-královské státní dráhy (kkStB).
1. října 1888 otevřela státní společnost Českomoravská transverzální dráha (BMTB) železniční spojení své trati z Domažlic do Horažďovic (Horažďovice město), která ve městě zprovoznila zastávku Klatovy město. Roku 1918 převzaly provoz stanice Československé státní dráhy, do jejichž sítě byla zahrnuta i Českomoravská transverzální dráha.
Z důvodu nutnosti zvýšení přepravní kapacity stanice proběhla koncem 50. let 20. století kompletní přestavba budov i kolejiště klatovské stanice. Namísto starého nádraží vznikla nová výpravní budova ovlivněná bruselským stylem podle návrhu architekta Josefa Dandy. V interiéru se nachází sgrafitová výzdoba od Václava Matase v duchu socialistického realismu. Elektrická trakční soustava sem byla dovedena 21. září 1996.

## Popis
Nachází se zde jedno úrovňové (u staniční budovy) a dvě ostrovní krytá nástupiště, k příchodu na ostrovní nástupiště slouží podchody pod kolejemi. Budova stanice je památkově chráněna.

## Galerie

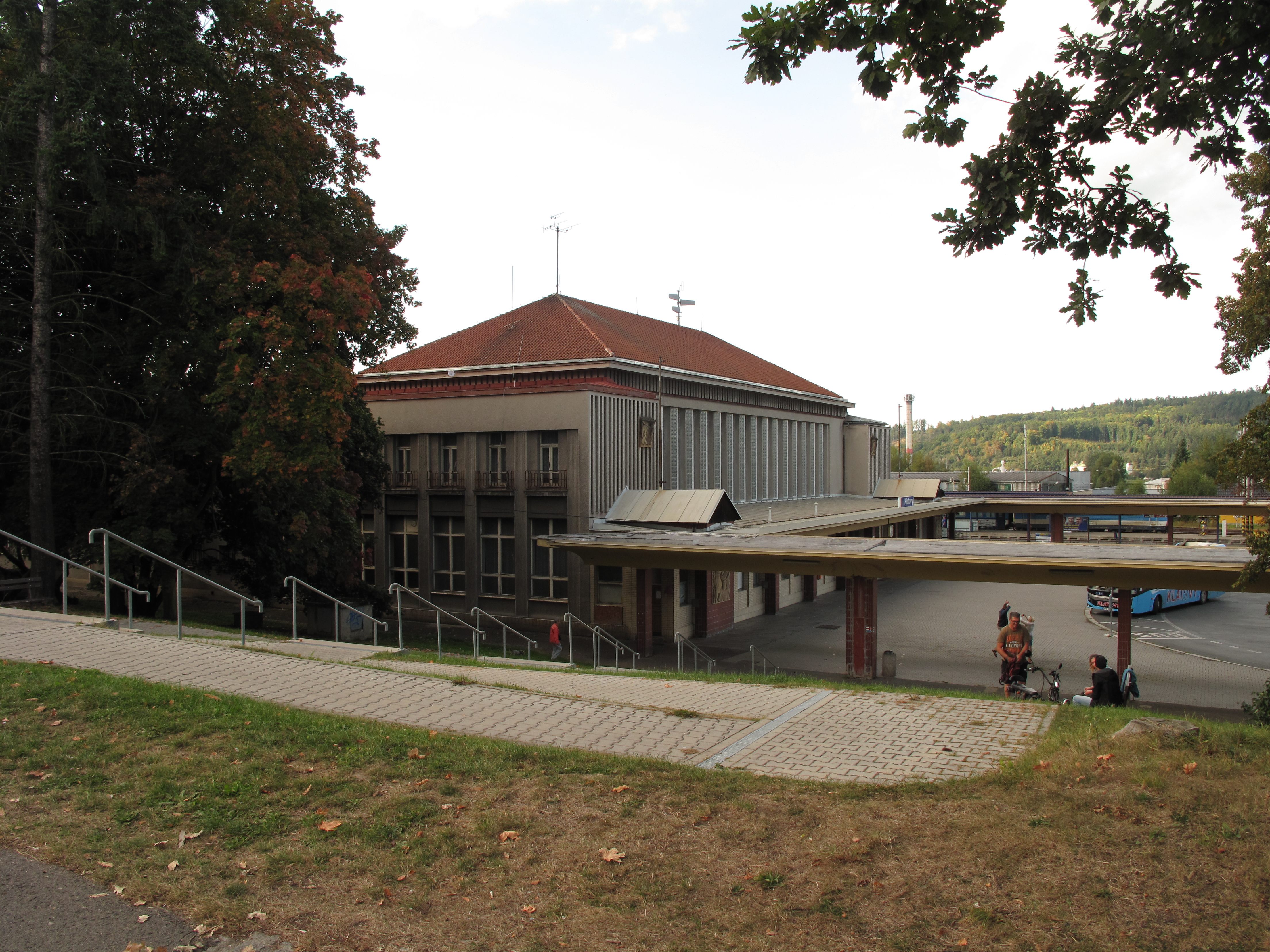
Pohled na budovu ze sídliště Pod Hůrkou
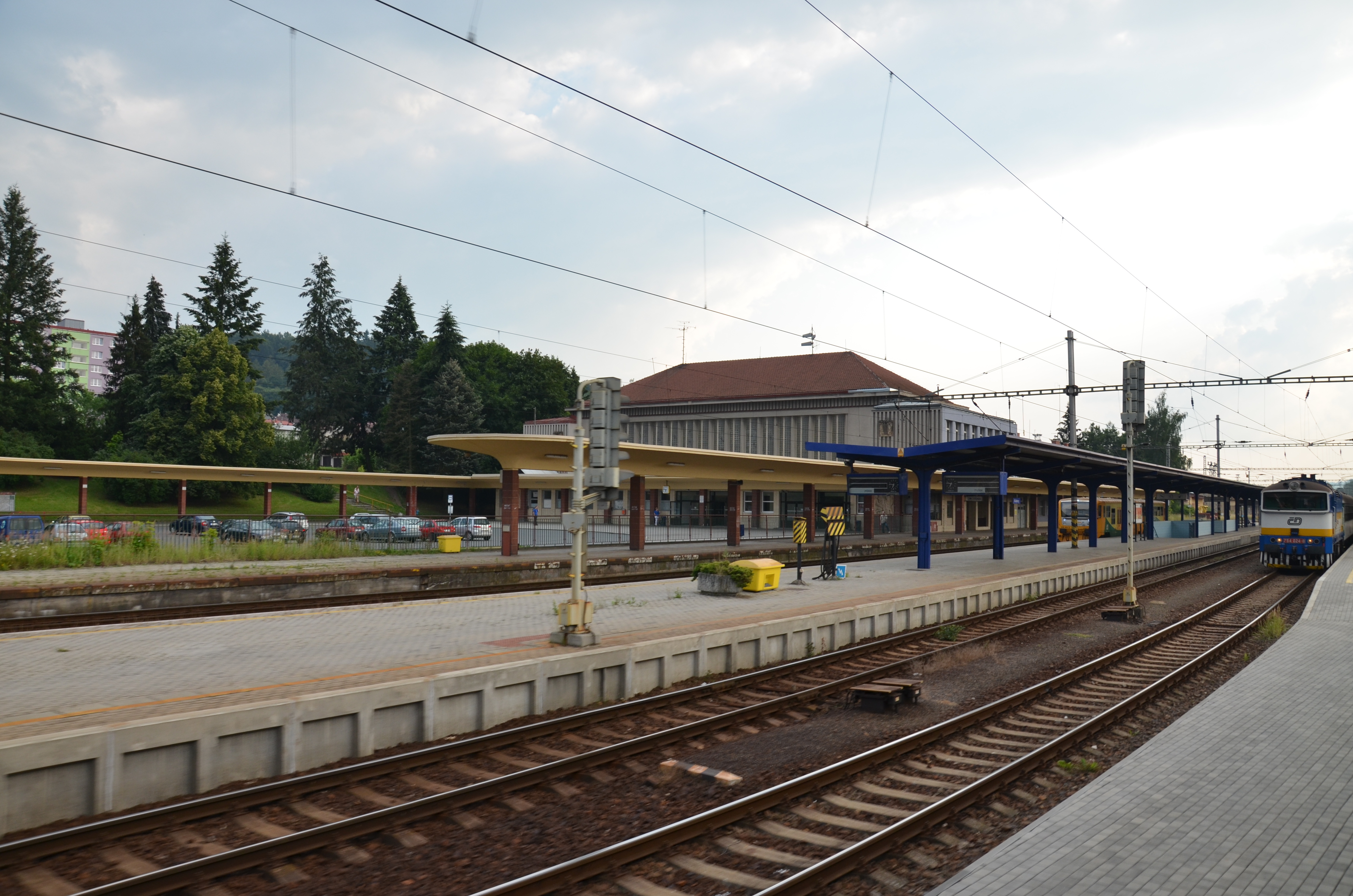
Nástupiště a výpravní budova
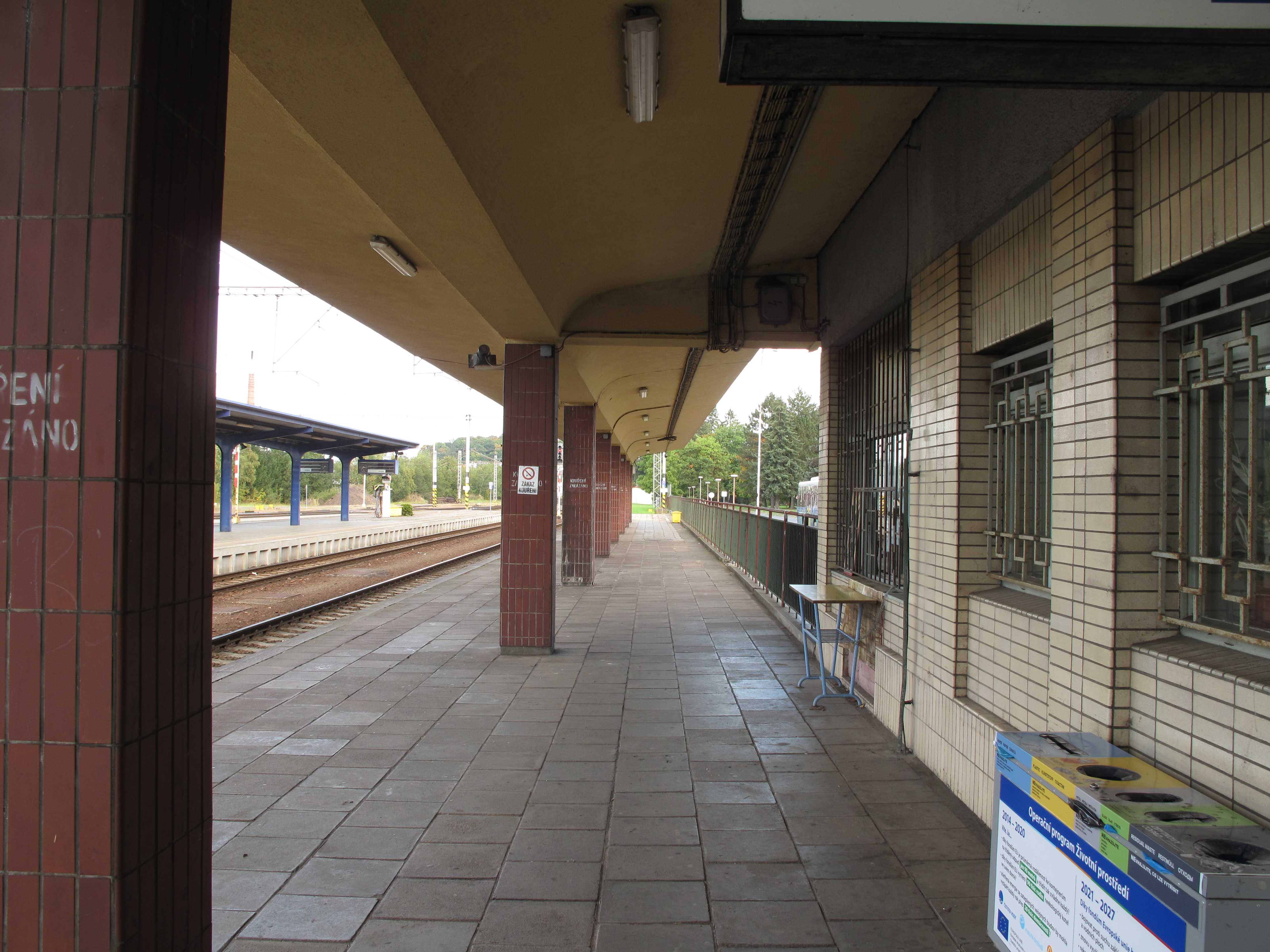
Zakrytí nástupiště
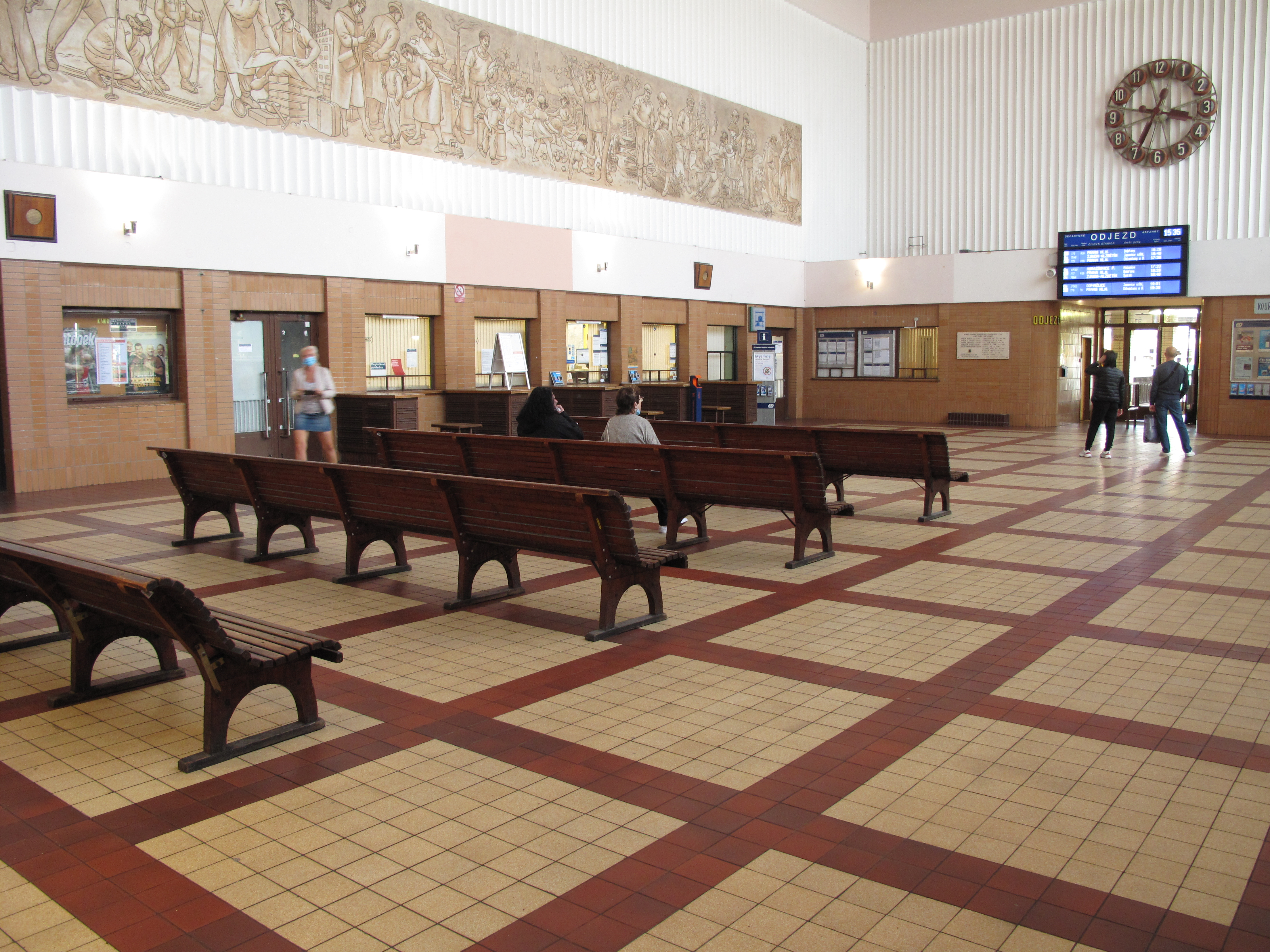
Pohled do haly. Vlevo na stěně sgrafito Václava Matase
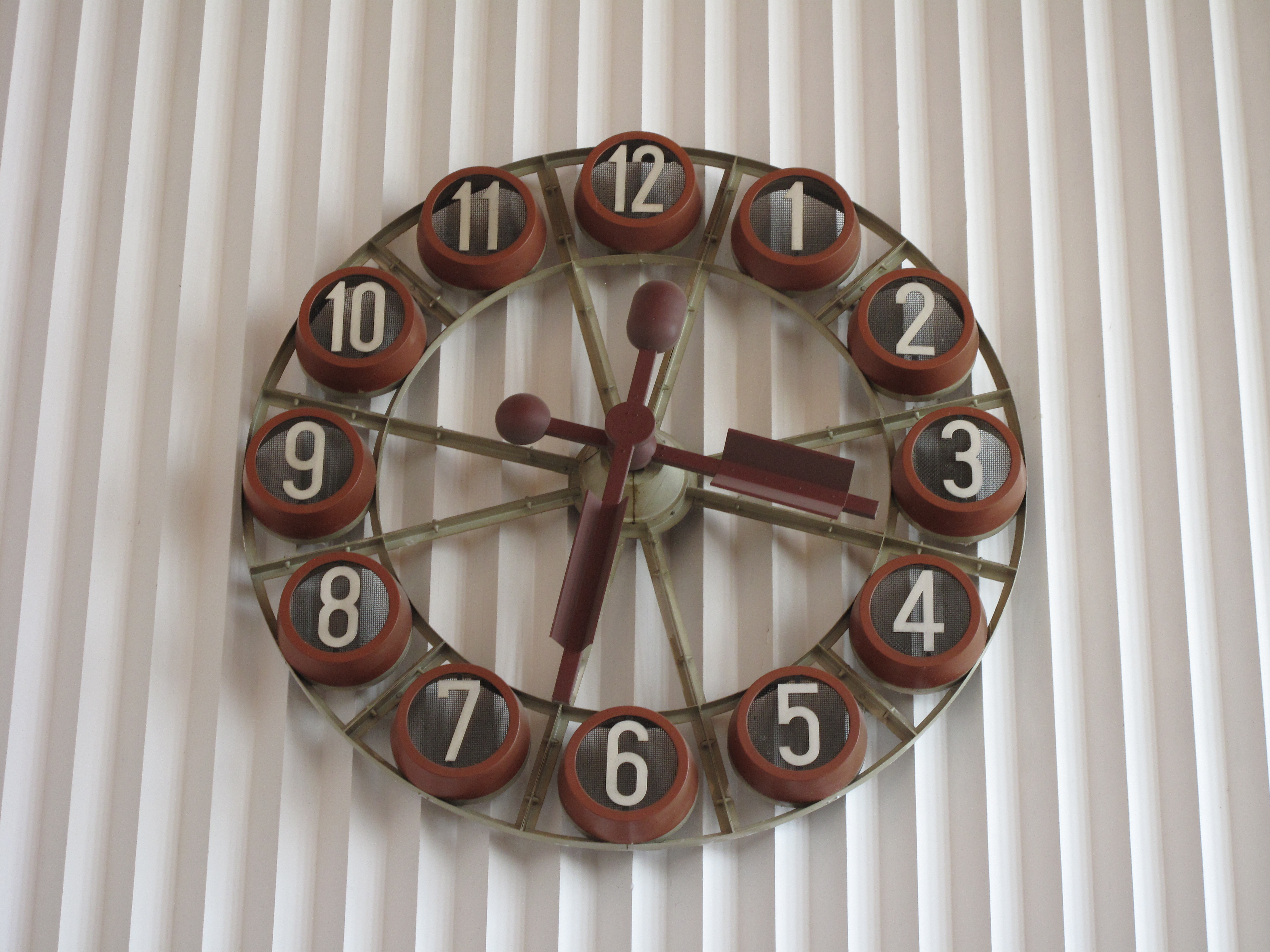
Detail hodin v hale
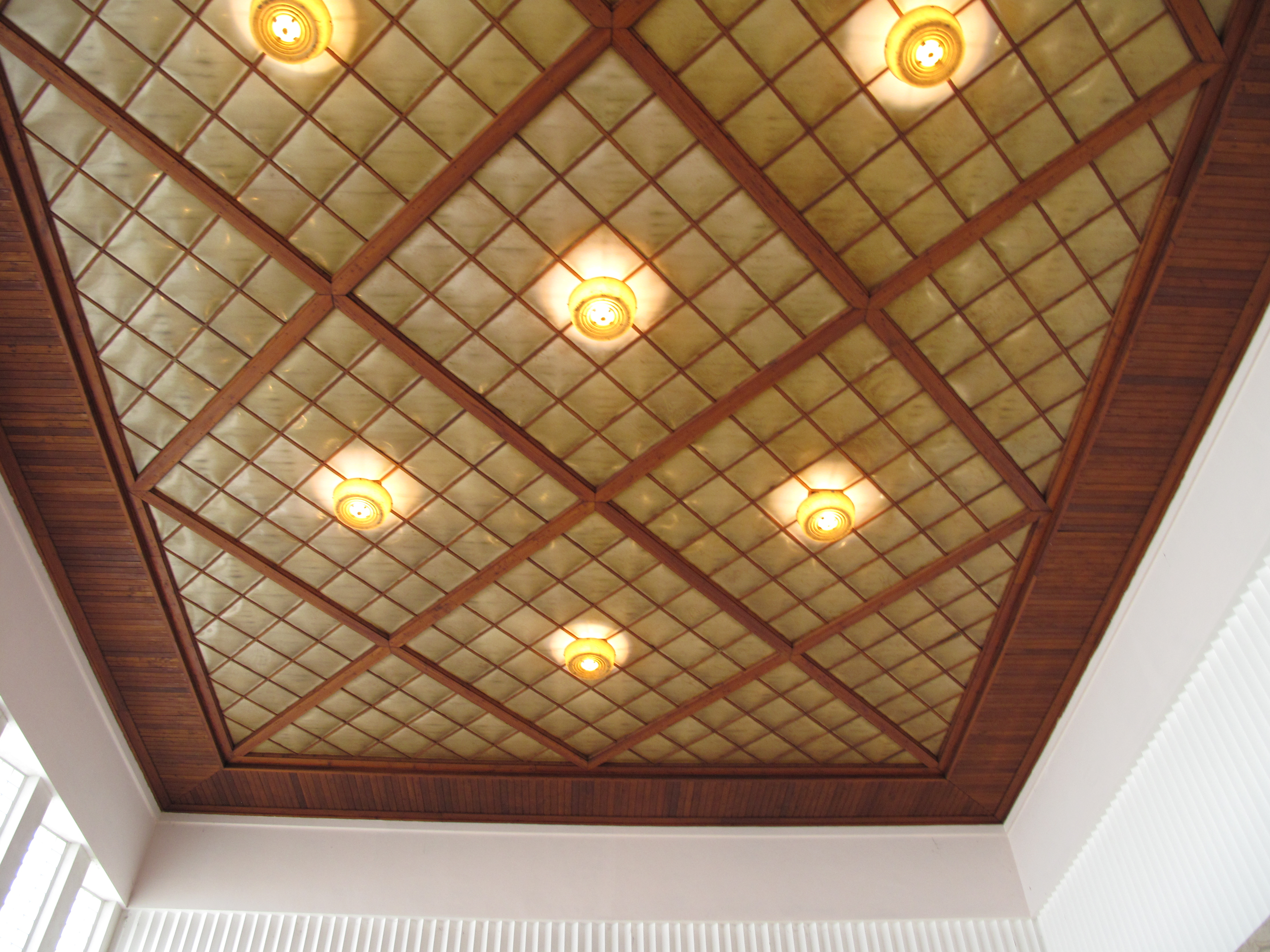
Detail stropu v hale
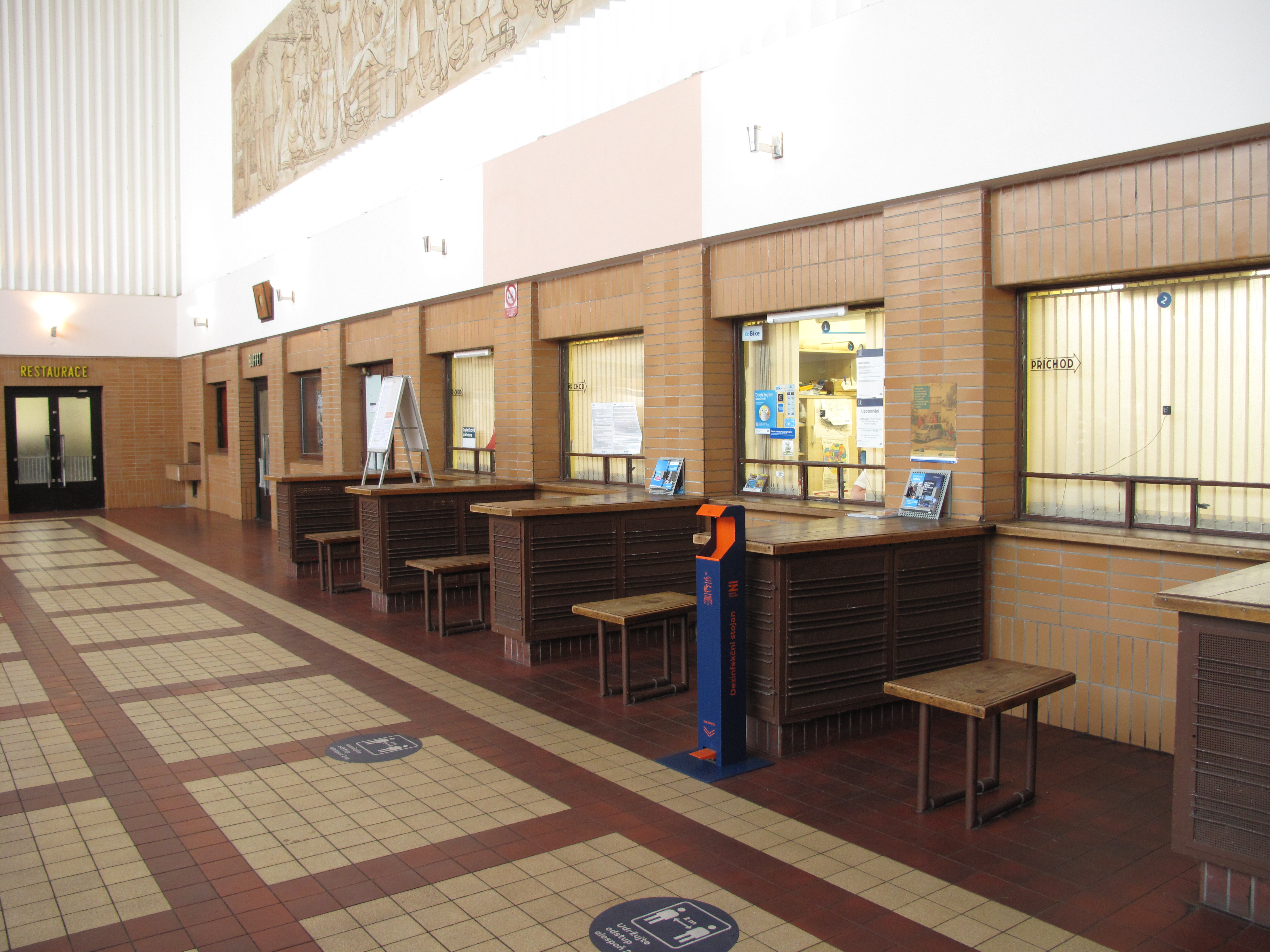
Prodejny lístků
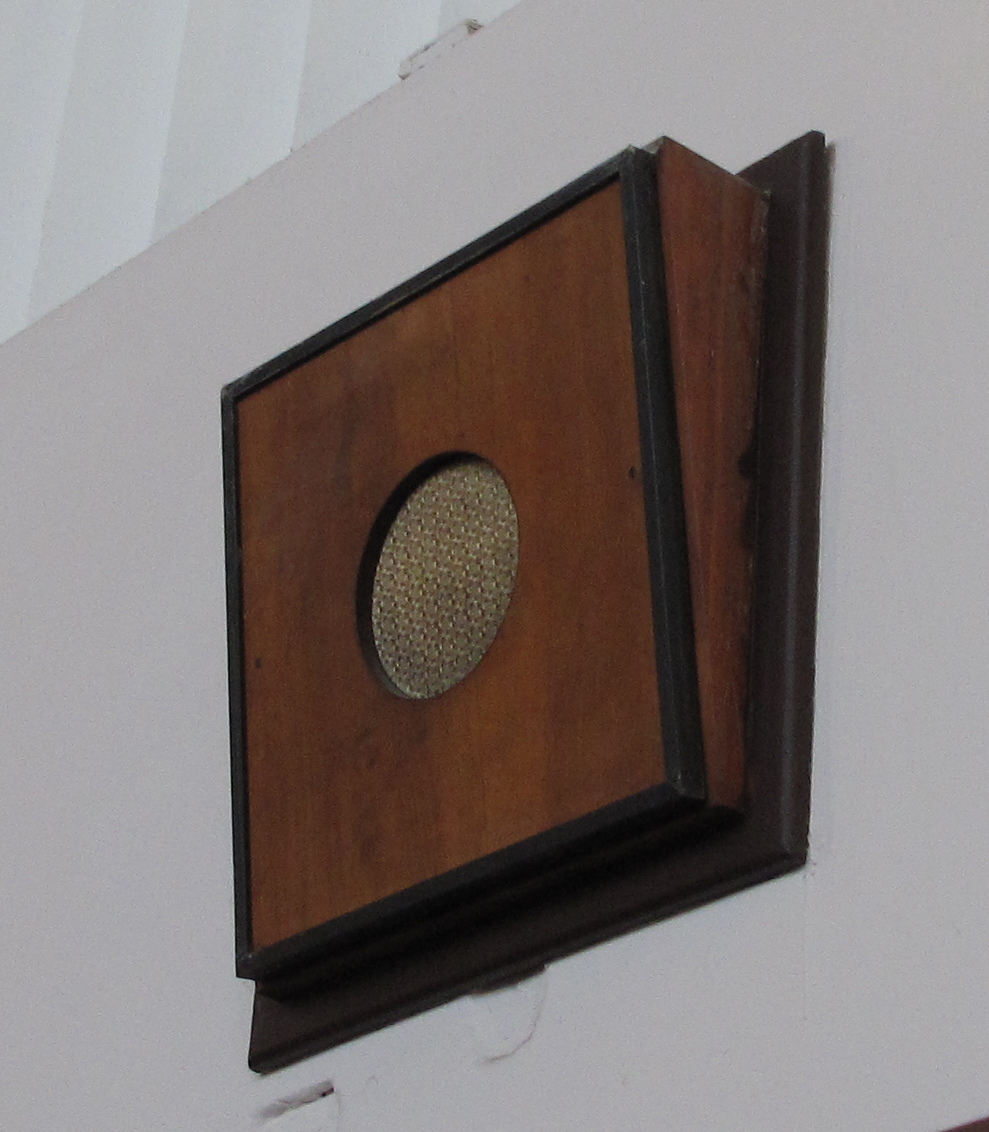
Dřevěné obložení reproduktoru v hale
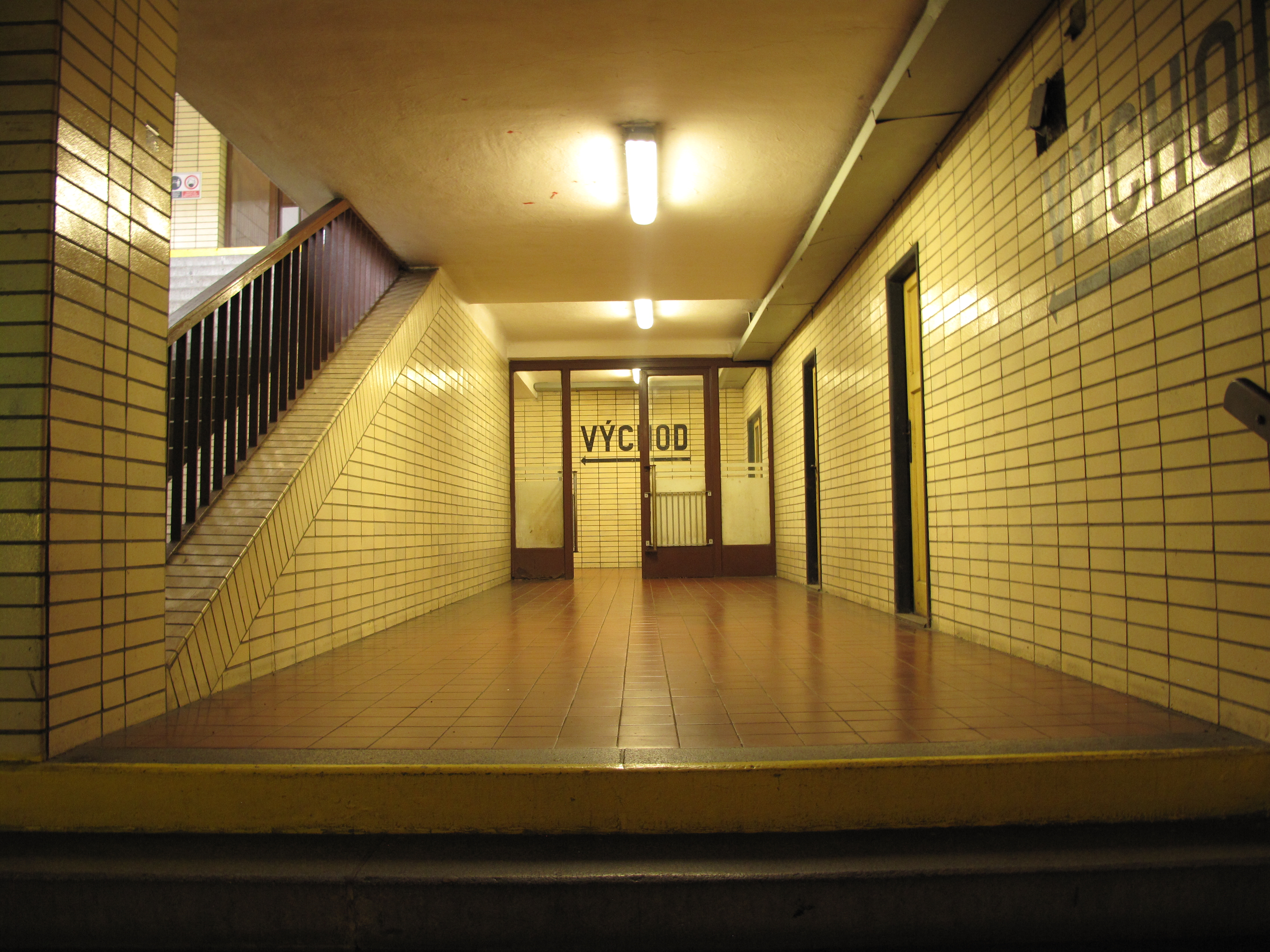
Přístup do haly z nástupišť